# Nan (ésser mitològic)
Els nans són una raça fantàstica. En les mitologies dels pobles germànics, són criatures que habiten a les muntanyes i sota terra, conegudes per ser grans ferrers i miners. Es descriuen com a semblants als humans rabassuts i petits, tot i que alguns estudiosos han proposat la hipòtesi que podria ser un desenvolupament en èpoques posteriors.
Són éssers de semblants característiques als humans, però de menor alçada per extensió, es va batejar com a nans els afectats de nanisme. Els nans mitològics provenen de les llegendes germàniques, on apareixen sovint en coves i muntanyes, amb oficis com els de ferrer o miner. Per això se'ls associa a or de tresors amagats o joies i se'ls presenta com a dotats de gran força física. Són un personatge habitual dels llibres i jocs de fantasia d'ambientació inspirada en l'època medieval, com ara els khazad del món de Tolkien o contes populars com La Blancaneu i els set nans.